# Edward Coke

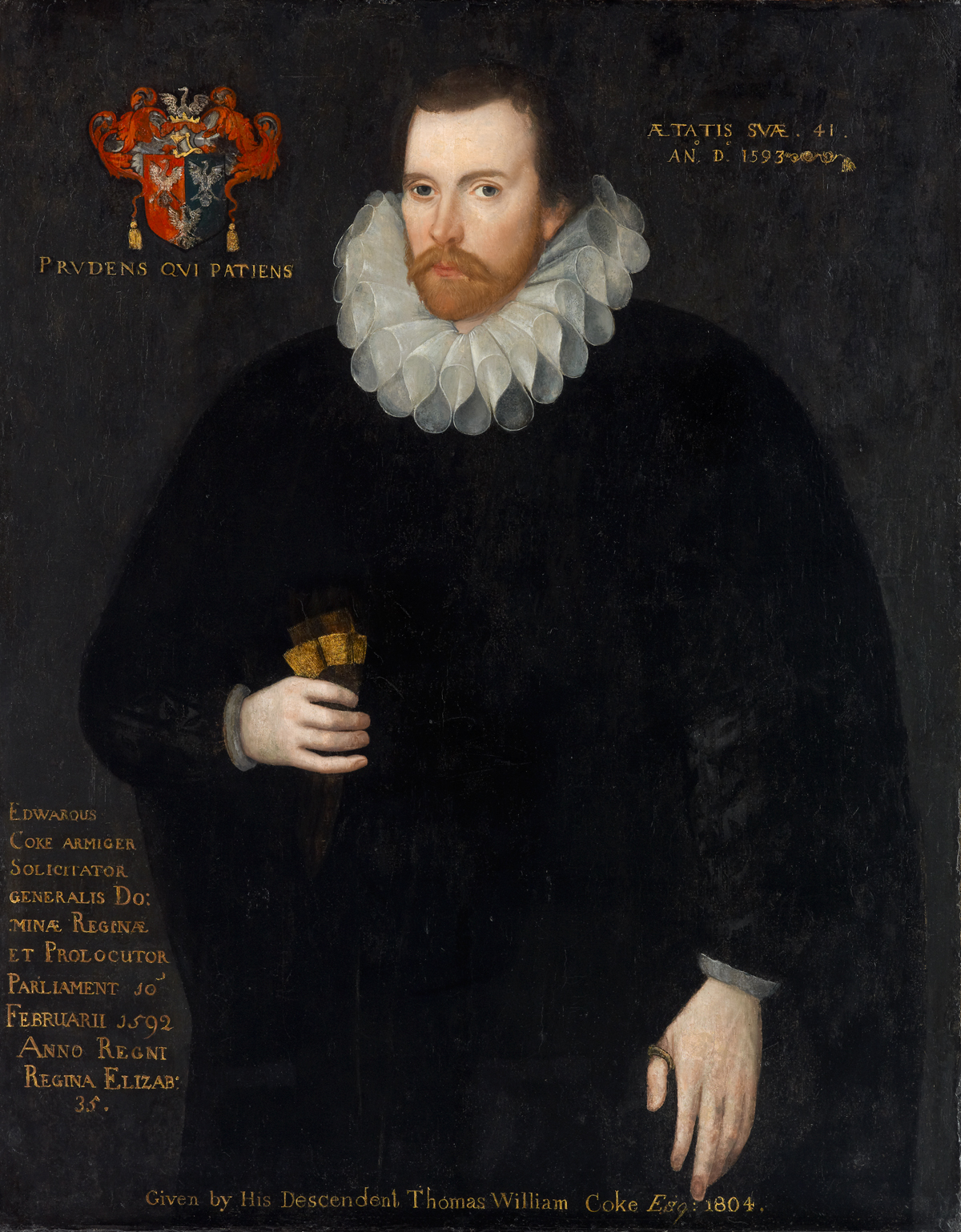
Edward Coke

Sir Edward Coke (1 februari 1552 – 3 september 1634), was een Engels advocaat. Zijn geschriften over de common law waren tot in de 19de eeuw de standaardwerken van de Engelse rechtsleer en hebben een blijvende invloed gehad op het Engelse en het Amerikaanse recht.